# Drumontiana costata
Drumontiana costata är en skalbaggsart som beskrevs av Komiya och Tatsuya Niisato 2007. Drumontiana costata ingår i släktet Drumontiana och familjen långhorningar.
Artens utbredningsområde är Laos. Inga underarter finns listade i Catalogue of Life.